# Douglas Lawson
Douglas A. Lawson (1947) è un geologo, paleontologo e informatico statunitense.
Nel 1971, Lawson scoprì un'ala parziale (frammenti di ossa di enormi ali incastonate in una arenaria affiorante) di quello che poi è stato chiamato Quetzalcoatlus. Al momento della scoperta di quest'ultimo, nel 1975, esso era ritenuto il più grande rettile volante conosciuto,
mentre nel 2010, la National Park Service lo ha descritto come il secondo rettile volante più grande al mondo.